# Hugo Hanashiro
Hugo Hanashiro, né le 8 avril 1981 à São Paulo (Brésil), est un joueur de tennis de table brésilien. Il a participé à l'épreuve de double masculin aux Jeux olympiques d'été de 2004, à Athènes.